# Dracula exasperata
Dracula exasperata är en orkidéart som beskrevs av Carlyle August Luer och Rodrigo Escobar. Dracula exasperata ingår i släktet Dracula och familjen orkidéer. Inga underarter finns listade i Catalogue of Life.